# Maxmen
A Maxmen foi uma revista mensal dirigida ao público masculino, editada pela Promotora General de Revistas, S.A., Sucursal em Portugal. Era uma versão portuguesa da Maxim, que surgiu em Abril de 2001 e contava com entrevistas e artigos sobre sexo, futebol, gadgets, roupas, carros, etc. 
Para a Maxmen posavam modelos, actrizes e outras personalidades. O último director da revista era Pedro Javaloyes, que sucedeu a Domingos Amaral e Luís Merca. Da equipa da redacção fizeram também parte Hugo Vinagre (editor), José Chan (editor de fotografia), Tiago Beato (jornalista), Rita Rosa (produtora de moda), Ricardo Lopes (produtor), Eduardo Cordeiro (designer), Marta Costa (assistente de fotografia), Nuno Fatela e Ricardo Pereira (jornalistas colaboradores). A Maxmen contava ainda com os artigos de opinião de Margarida Rebelo Pinto e Pedro Abrunhosa, além de entrevistas feitas por Fernando Alvim e reportagens de José Vegar e Hugo Gonçalves. 
Em 2009, completou 100 edições.
Em Maio de 2011, a Maxmen chegou ao fim. Os responsáveis da revista apontam a quebra nas vendas como a grande responsável pelo desaparecimento da publicação. A capa do último número foi para Noa, a violinista que veio do norte.